# 宿霧島

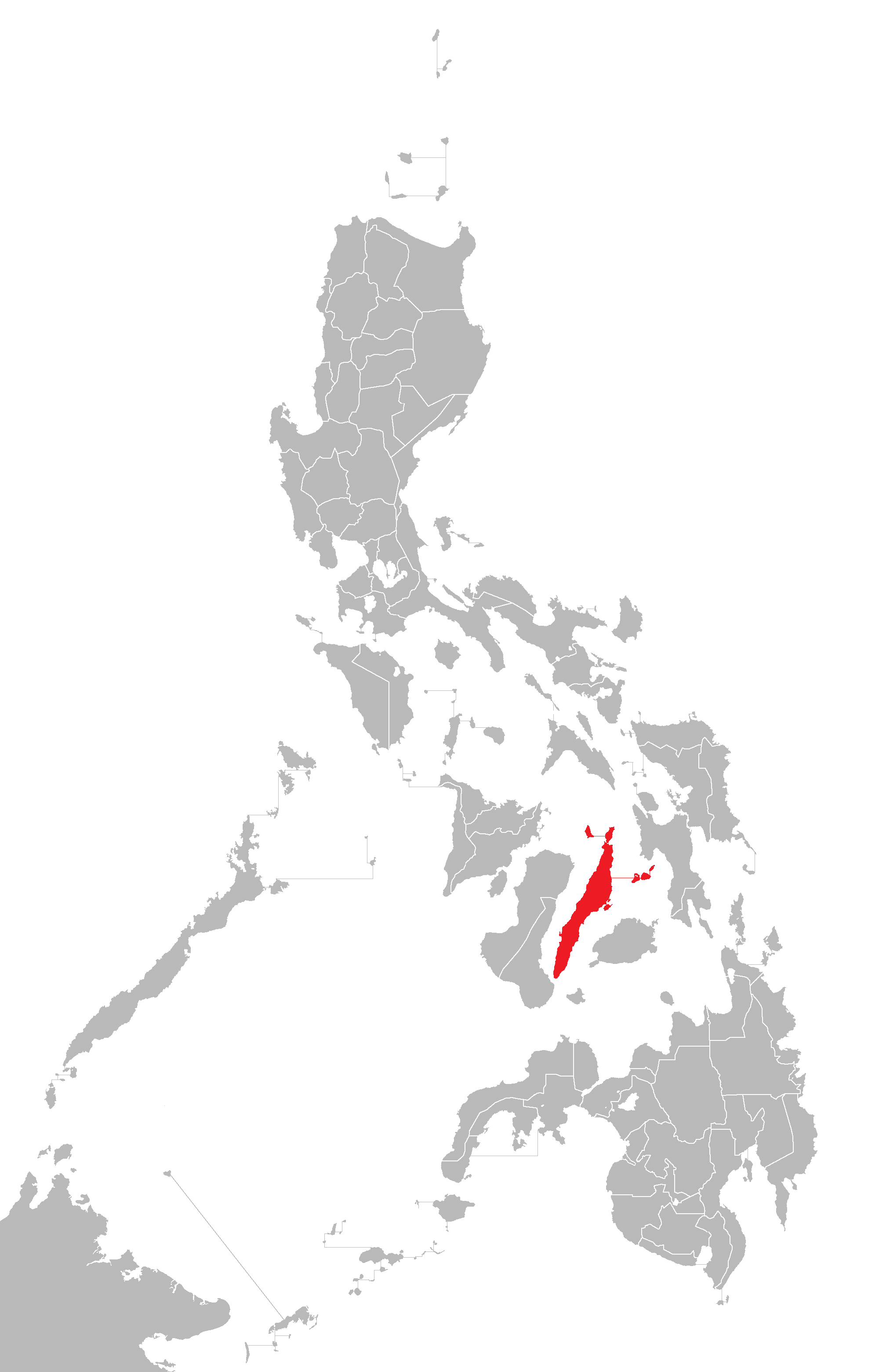
宿霧島在菲律賓的位置

宿霧島是菲律賓的島嶼，距離首都馬尼拉587公里，由宿霧省負責管轄，屬於維薩亞斯群島的一部分，長250公里、寬45公里，面積4,468平方公里，最高點海拔高度約1,000米，2007年人口3,850,989。

## 外部連結
- Cebu Islands Philippines（页面存档备份，存于）

10°20′N 123°45′E / 10.333°N 123.750°E